# Monte Carlo Open 1995
Il Monte Carlo Masters 1995 è stato un torneo di tennis giocato sulla terra rossa.
È stata l'88ª edizione del Monte Carlo Masters, che fa parte della categoria ATP Super 9 nell'ambito dell'ATP Tour 1995.
Si è giocato al Monte Carlo Country Club di Roquebrune-Cap-Martin in Francia vicino a Monte Carlo,
dal 24 al 1º maggio 1995.

## Campioni

### Singolare
Thomas Muster ha battuto in finale  Boris Becker con il punteggio di 4–6, 5–7, 6–1, 7–6(6), 6–0

### Doppio
Jacco Eltingh /  Paul Haarhuis hanno battuto in finale  Luis Lobo /  Javier Sánchez con il punteggio di 6–1, 6–2